# История почты и почтовых марок Эритреи
История почты и почтовых марок Эритреи, государства Северо-Восточной Африки со столицей в Асмэре, условно подразделяется на несколько следующих периодов:
- домарочный,
- итальянской колонизации Эритреи (1890—1941),
- британской оккупации (1941—1952),
- Федерации Эфиопии и Эритреи (1952—1962),
- нахождения в составе Эфиопии (1962—1993),
- независимости (с 1993).

Эритрея является членом Всемирного почтового союза (ВПС; с 1993). Современным почтовым оператором страны выступает Почта Эритреи.

## Развитие почты

### Ранняя история
История почты на территории современной Эритреи ведёт свой отсчёт с эпохи Древнего Египта. Ещё при фараонах IV династии (2900—2700 до н. э.) земель Эритреи по военным дорогам достигала служба специальных пеших (скороходов) и конных гонцов.

### Домарочный период
В более новые времена послания в Эфиопии (в состав которой входили эритрейские земли), одном из старейших независимых государств в Африке, доставляли гонцы, так называемые «мэлэктенья» (méléktegna), которые переносили письма прикреплёнными к длинной палке, покрывая более ста километров в день.

### Вторжение англичан
Во время англо-эфиопской войны и вторжения в Абиссинию в 1867—1868 годах британского экспедиционного корпуса, кульминационным моментом которого стала битва при Мэкдэле (деревушка, ныне известная как Амба-Марьям), в ноябре 1867 года англичане открыли отделение полевой почты в городе Массауа, где использовались почтовые марки Британской Индии. В период с 1869 по 1885 год в Массауа в почтовом обращении были египетские марки, а также были открыты итальянские почтовые отделения.

### Итальянское колониальное управление

#### Итальянская Эритрея
В 1890 году Эритрея стала колонией Италии. Ещё до этого в городах Асэб и Массауа уже работали итальянские почтовые отделения, использовавшие почтовые марки Италии и итальянской почты за границей (до 1893 года). В Асэбе итальянское почтовое отделение было открыто в 1883 году, использовавшее итальянские почтовые марки для отправляемых за границу почтовых отправлений, а с 1884 года — номерные штемпеля. В итальянском почтовом отделении в Массауа применялся номерной почтовый штемпель «3862».

#### Итальянская Восточная Африка
В 1938 году Эритрея вошла в состав Итальянской Восточной Африки, и в почтовое обращение поступили марки Итальянской Восточной Африки.

### В составе Эфиопии
В период с 1952 года по 1991 год Эритрея находилась в составе Эфиопии, и в обращении там были почтовые марки Эфиопии. С 1962 года Эритрея имела статус автономной провинции в составе Эфиопии, а ранее была частью Эфиопии на федеративных началах.
С середины 1950-х годов в Эфиопии развернулась гражданская война, в ходе которой на протяжении около 30 лет против центральных эфиопских властей выступал и вёл вооружённую борьбу Фронт освобождения Эритреи, а затем Народный фронт освобождения Эритреи (НФОЭ). Последний был организационно оформлен в 1976—1977 годах Исайясом Афеворки. НФОЭ требовал предоставления самостоятельных прав для Эритреи, вплоть до отделения и создания независимого государства, поскольку эту северную эфиопскую провинцию в основном населяют мусульмане, тогда как большинство населения Эфиопии относится к христианам-монофизитам. Руководство НФОЭ многие годы выдвигали требование провести референдум под контролем ООН о будущем государственном устройстве Эритреи, чему противоборствовали центральные эфиопские власти. На освобождённых повстанцами территориях была организована почтовая связь. Доставка почтовых отправлений была бесплатной. Международные почтовые отправления передавались почте Судана с оплатой дальнейшей их пересылки представительством Народного фронта освобождения Эритреи в Порт-Судане.
В эти десятилетия на территории Эритреи функционировала эфиопская почтовая система.

### Независимая Эритрея
Впоследствии в Эфиопии произошли серьёзные политические изменения. В феврале 1991 года НФОЭ объединился с другими повстанческими организациями и провёл широкомасштабные и успешные боевые действия против правительственных войск, в результате чего была захвачена столица страны Аддис-Абеба, а президент Эфиопии Менгисту Хайле Мариам утратил власть и сбежал за границу.
После обретения государственной независимости в 1993 году была создана Почтовая служба Эритреи, а страна в том же году стала членом ВПС.
По имеющимся сведениям в 1996 году в Эритрее функционировали 15 почтовых отделений.

## Выпуски почтовых марок

### Итальянская Эритрея

#### Первые марки
Первые почтовые марки Эритреи были выпущены 1 января 1893 года. Тогда на марках Италии были сделаны надпечатки текста итал. «Colonia Eritrea» («Колония Эритрея»). Серия состояла из марок 11 номиналов от 1 чентезими до 5 лир. Каталожная оценка негашеной серии составляет 925 евро.

#### Последующие эмиссии
С 1893 года в почтовом обращении в Эритрее находились собственные почтовые марки этой колонии с надпечатками. Первые почтовые марки Итальянской Эритреи с оригинальными рисунками были выпущены в 1910 году. На них был изображён дворец губернатора в Массауа и пашущий землю крестьянин и стояла надпись итал. «Regno d'Italia. Colonia Eritrea» («Королевство Италия. Колония Эритрея»).
Почтовые марки с надпечаткой названия колонии продолжали эмитироваться до 1931 года.
С 1933 года выпускались почтовые марки этой колонии оригинальных рисунков.
В феврале 1938 года вышли почтовые марки Итальянской Восточной Африки, которые были в обращении до 1942 года.

### Британская оккупация
Данный период истории почты и почтовых марок Эритреи соответствует 1941—1952 годам. После оккупации Эритреи и других итальянских колоний британскими войсками во время Второй мировой войны использовались британские почтовые марки с надпечаткой «M. E. F.» (сокращённо от англ. Middle East Forces — Средневосточные силы). Им на смену в 1948 году были эмитированы выпуски с надпечаткой «B. M. A. ERITREA» («Британское военное управление. Эритрея») с номиналами в восточноафриканских денежных единицах. В 1950 году эта надпечатка была изменена на «B. A. ERITREA» («Британское управление. Эритрея»), отражая переход от британской военной администрации к британской гражданской администрации.
В октябре 1952 года все эти выпуски были изъяты из обращения с введением в обращение почтовых марок Эфиопии.

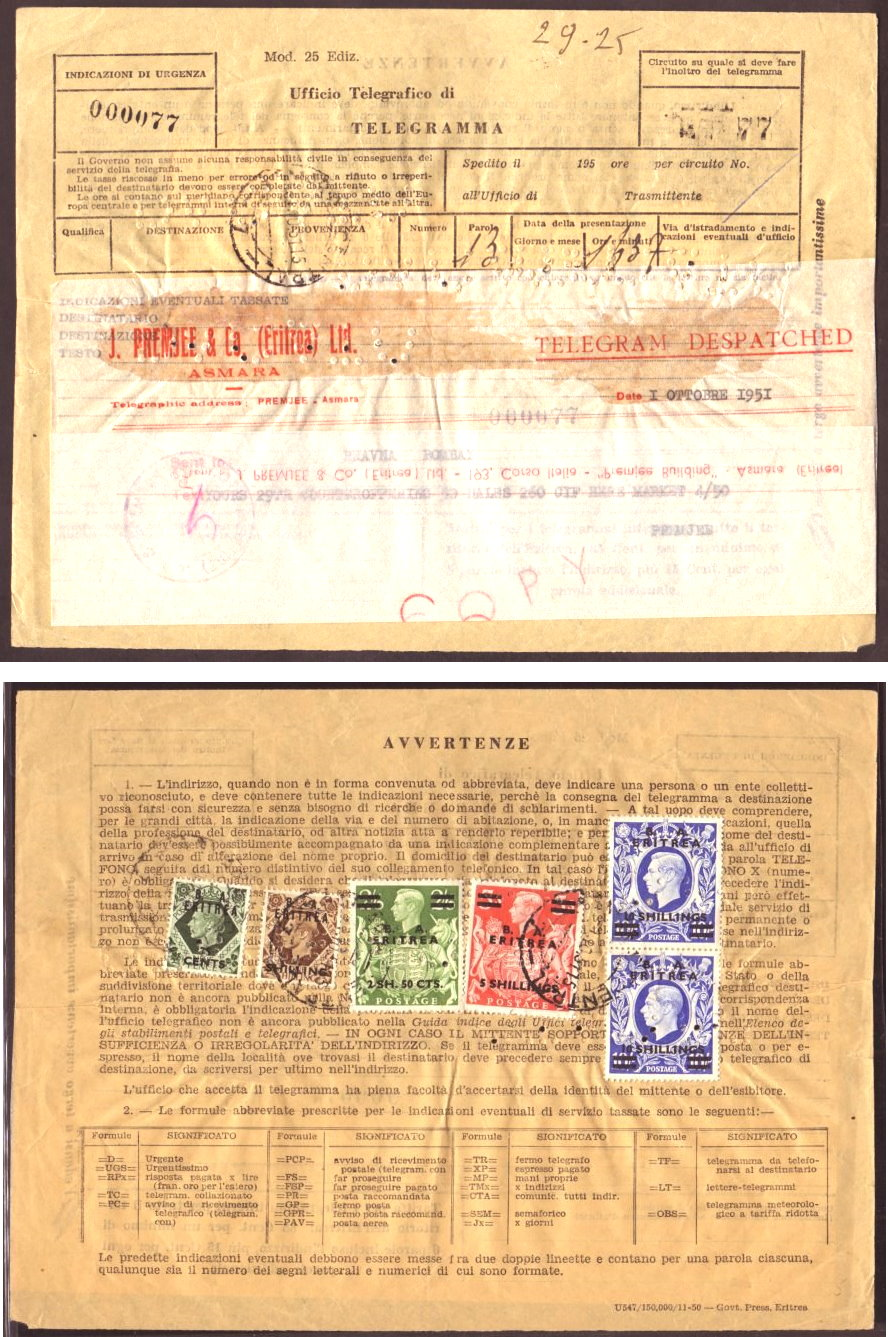
Британские почтовые марки на бланке телеграммы Эритреи (1951)

### В составе Эфиопии
Эфиопская почта отметила присоединие Эритреи выпуском серии памятных марок 9 номиналов с изображением карты, порта Асэба и др.
Первая и десятая годовщины присоединения Эритреи к Эфиопии также были отмечены эмиссией памятных серий.

### Независимость
1 сентября 1991 года были выпущены первые почтовые марки независимой Эритреи номиналом 5, 15 и 20 центов с изображением солдата с флагом страны, которые были распроданы в течение нескольких часов. При этом некоторые источники считают первыми почтовыми марками независимой Эритреи выпуск с символическими рисунками, посвящённый годовщине референдума о независимости в 1993 году. Надписи на марках этого выпуска выполнены латинским, амхарским и арабским шрифтами.
Была выпущена и стандартная серия марок 12 номиналов от 5 центов до 10 быров с изображением карты и флага Эритреи.
В 1995 году начался регулярный выпуск почтовых марок Эритреи. В том году ко дню независимости была выпущена специальная серия марок с символическими рисунками.

### Эмиссионная политика
Эмиссионная политика эритрейской почты считается весьма сдержанной. Эмитируется много почтовых марок национальной тематики, хотя некоторые выпущенные знаки почтовой оплаты нацелены на филателистический рынок.

## Другие виды почтовых марок
Помимо регулярных (стандартных и памятных) выпусков почтовых марок в колонии Эритрея эмитировались авиапочтовые, экспрессные, почтово-благотворительные, служебные, посылочные, доплатные, почтово-налоговые и расчётные марки.

### Авиапочтовые
Первые эритрейские авиапочтовые марки появились в 1934 году.

### Экспрессные
Для Эритреи выпускались спешные марки. Всего за период с 1893 года по 1952 год вышли 9 таких марок.

### Почтово-благотворительные
В 1915 году были эмитированы первые почтово-благотворительные марки Эритреи, представлявшие собой надпечатку на итальянских почтовых марках.

### Служебные
Для Эритреи выпускались служебные марки. Всего за период с 1893 года по 1952 год были выпущены 3 таких марки.

### Посылочные
Для Эритреи выпускались посылочные марки. Всего за период с 1893 года по 1952 год были выпущены 32 таких марки.

### Доплатные
Первая доплатная марка Эритреи вышла в 1903 году. В качестве доплатных использовались итальянские почтовые марки с надпечаткой. Надпечатки британской администрации в Эритрее (см. ниже) делались и на доплатных марках Великобритании.

### Расчётные

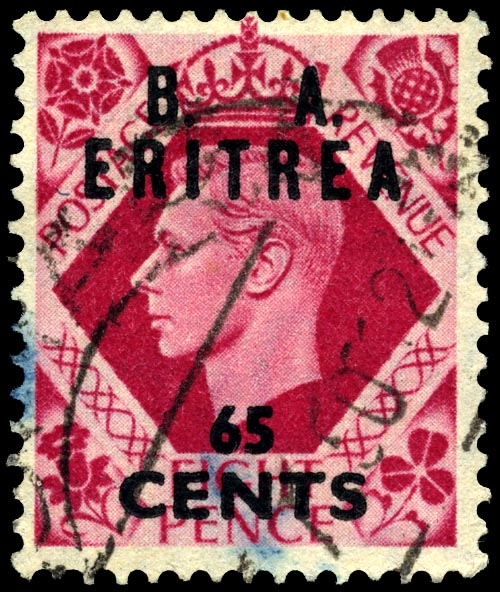
Марка Великобритании, надпечатанная для обращения на территории Эритреи, 1950

## Неофициальные и пропагандистские выпуски

### Местная почта Дахлакской экспедиции
На принадлежащем ныне Эритрее архипелаге Дахлак в 1969—1970 годах работала Дахлакская поисковая экспедиция (Dahlak Quest Expedition), организованная английским Обществом научных исследований (Scientific Exploration Society), для которой были изготовлены марки, конверты и специальные штемпели местной почты.

### Почта свободной Эритреи
С 1978 года за рубежом выходили различные «марки» Эритреи с надписью итал. «Poste Eritrea libertà» («Почта свободной Эритреи»), хотя в те годы в Народном фронте освобождения Эритреи в ходу был английский язык. Все эти выпуски в почтовом обращении никогда не были. По мнению И. Шевченко, издание таких марок могло быть связано с деятельностью НФОЭ, хотя независимое эритрейское государство тогда ещё не возникло. Данные выпуски были включены в число «почтовых призраков» в чешском «Атласе» и в других зарубежных глоссариях филателистических терминов. При этом И. Шевченко не исключал, что эмиссии «Почты свободной Эритреи», если они в самом деле выходили от имени НФОЭ, могут быть признаны в качестве официальных.

### Незаконные выпуски 2002—2003 годов
В 2002—2003 годах на филателистическом рынке появилось множество марок с надписью «Eritrea», которые почтовой администрацией Эритреи были объявлены незаконными выпусками. Все они ориентированы на сбыт филателистам-тематикам.